# زغبورة آكلة البوقيصا
زغبورة آكلة البوقيصا (الاسم العلمي:Stigmella ulmivora) هي نوع من الحشرات تتبع جنس الزغبورة من فصيلة السليلات.